# Alfredo Vásquez Rivera
Alfredo Vásquez Rivera (* 1965 in Guatemala) ist ein Diplomat der Republik Guatemala.
Er ist verheiratet und hat 2 Kinder.

## Studium
Er hat einen Abschluss in Politikwissenschaft der Universidad de San Carlos de Guatemala und später an der Diplomatischen Schule von Madrid und am Rio Branco Institut in Brasília studiert. Er ist Absolvent des Zentrums für nationale strategische Studien in Guatemala und der Law School der Universität Denver.

## Werdegang
Im Außenministerium in Guatemala-Stadt leitete er die Abteilung Nordamerika.
Als Gesandtschaftssekretär zweiter Klasse leitete er die Abteilung Südamerika und Vereinte Nationen.
Er war Gesandtschaftssekretär in Brasília, Generalkonsul in Vancouver, Kanada und Generalkonsul in Denver. Alfredo Vásquez Rivera war Mitglied der Ständevereinigung der Rechtsanwälte und Notare Guatemalas und Assistenzprofessor für internationales Recht.
Er war Gastprofessor des Zentrums für nationale strategische Studien in Guatemala. Von August 2010 bis Januar 2016 war er Botschafter in Israel und zeitgleich bei der Regierung in Nikosia akkreditiert.
Er spricht Englisch und Portugiesisch.